# Немеши (Алба)
Немеши (рум. Nemeși) насеље је у Румунији у округу Алба у општини Видра. Oпштина се налази на надморској висини од 652 m.

## Становништво
Према подацима из 2002. године у насељу је живело 74 становника, од којих су сви румунске националности.